# 愛川町立田代小学校
愛川町立田代小学校（あいかわちょうりつ たしろしょうがっこう）は、神奈川県愛甲郡愛川町にある公立小学校。

## 概要
田代小学校は四方を山に囲まれ、学区の中央を中津川の急流が流れ　大変自然に恵まれたところにある。近くには田代総合運動公園もあり、子どもたちは夏はプールや川で思いっきり遊び、冬はマラソンコースを使って持久走の記録会にも利用している。昔から繊維工業の町として半原地区と共に発達し、現在でも家内工業として営まれている。また、当地区は山紫水明の地で水清く、酒造業、木工業も行われてる。近年交通量が増加し、宅地造成など地域社会も変貌してきている。

## 沿革
おもな出典
- 1873年（明治 6年） 7月 - 田代村立養成学校として創立。田代小学校と改称
- 1892年（明治25年） 3月 - 小学校令改正尋常高等小学校田代小学校と改称
- 1925年（大正14年）11月 - 校舎落成　建坪346.25坪
- 1941年（昭和16年） 4月 - 国民学校令。愛川町立田代国民学校と改称
- 1947年（昭和22年） 4月 - 愛川町立田代小学校と改称
- 1953年（昭和28年）11月 - 田代小学校創立80周年記念式典
- 1956年（昭和31年） 1月 - 学区変更（海底、戸倉を含む）
- 1970年（昭和45年） 5月 - 不慮の学校火災にあい、別棟2室を残し校舎、付属建物、設備の一切を全焼
- 1971年（昭和46年）
  - 3月 - 新校舎落成
  - 7月 - 校歌制定
- 1972年（昭和47年） 6月 - 鋼板プール完工
- 1975年（昭和50年） 1月 - 体育館落成
- 1989年（平成元年）
  - 3月 - 管理特別教室棟竣工
  - 9月 - 体育館及び校舎改修工事完了
- 1993年（平成 5年） 7月 - 120周年記念式典
- 1995年（平成 7年） 3月 - 中央棟等大規模改造工事完了
- 1996年（平成 8年） 6月 - 正門門札掲札
- 1998年（平成10年） 9月 - 中央棟耐震工事完了
- 1999年（平成11年） 3月 - 道路拡幅に伴う、プール改修工事完了。公共下水道工事完了。
- 2001年（平成13年） 8月 - PC教室改修工事
- 2002年（平成14年） 8月 - 図書室改修工事
- 2003年（平成15年） 7月 - 130周年記念式典
- 2005年（平成17年） 8月 - 屋上防水改修工事
- 2006年（平成18年）11月 - 体育館耐震工事
- 2007年（平成19年） 8月 - ＰＣ教室改修工事
- 2009年（平成21年） 3月 - プール改修工事
- 2010年（平成22年） 3月 - ICT環境整備(各教室に大型TV・校内LAN)

## 学校教育目標
出典
共に学び 共に育む

## 通学区域
出典
- 大字田代及び半原のうち字馬渡
- 塩川添
- 下細野
  - 124番地〜169番地
  - 172番地〜188番地
- 角田字海底上
- 館山
- 海底下
- 海底坂上
- 金山
- 戸倉
- 宮上
  - 2,298番地〜2,320番地

## 進学先中学校
- 愛川町立愛川中学校[2]

## アクセス
出典
- 神奈川中央交通「厚02」系統で、「田代」停留所下車後、徒歩1分。
  - 小田急電鉄小田原線本厚木駅より、厚木バスセンターまで徒歩移動し、バスセンター1番バスのりばから、上述の神奈中バスに乗車し34分、「田代」停留所下車後、徒歩1分。
  - なお、逆方向の本厚木行を利用する場合は、学校から徒歩1分の「愛川田代局前」停留所から乗車。